# Chūō-Universität

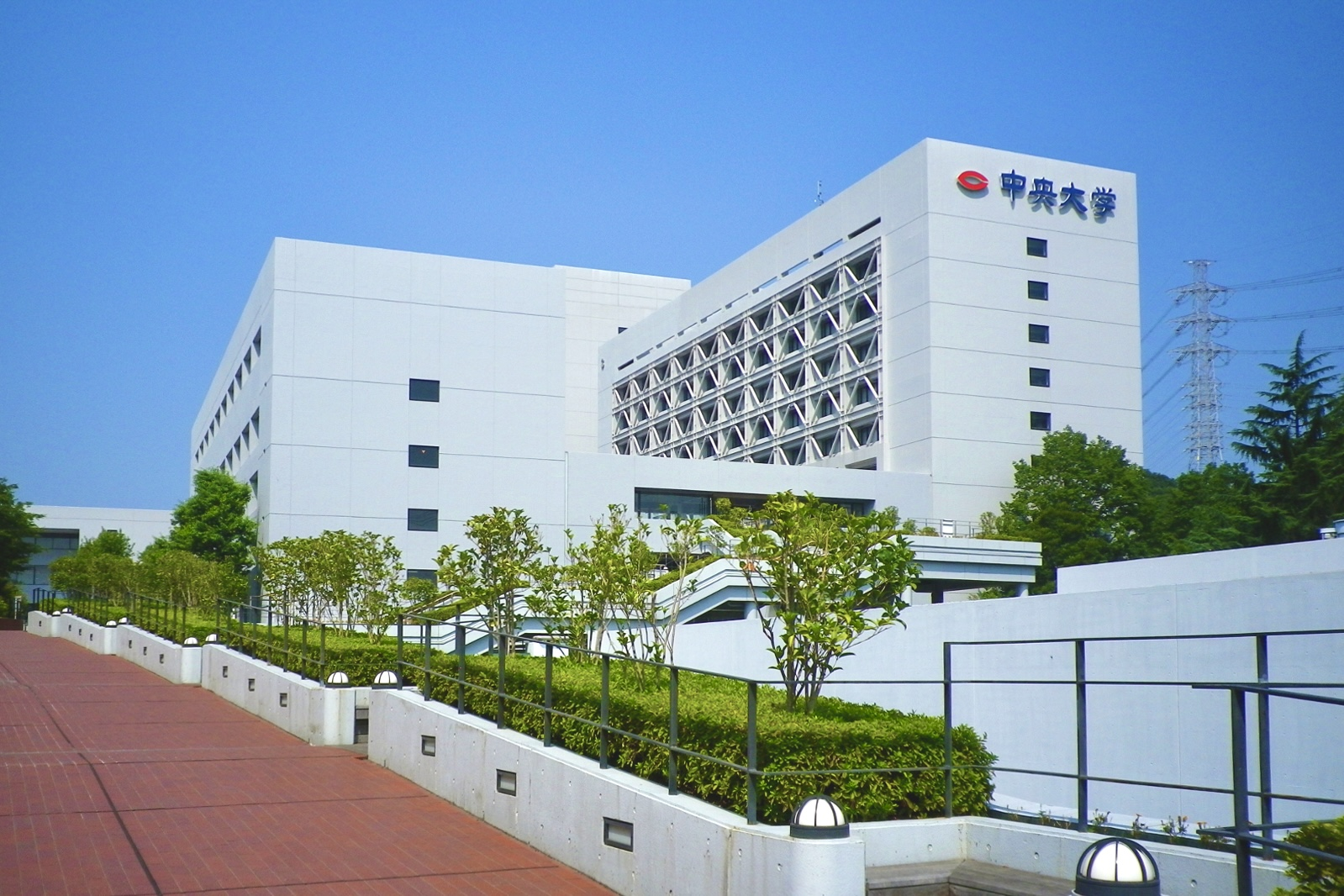
Tama-Campus

Die Chūō-Universität (japanisch 中央大学 Chūō Daigaku) ist eine Privatuniversität in Tokio, die vor allem für ihre Jurafakultät bekannt ist.
Die Gründung erfolgte 1885 als Englische Schule für Rechtswesen (イギリス法律学校 Igirisu Hōritsu Gakkō) in Kanda-Nishiki gegründet. Nach einer Umbenennung in Tokyo College of Law (Tōkyō Hōgakuin) im Jahr 1889 erfolgte 1903 die Aufwertung zur Tokyo University of Law (Tōkyō Hōgakuin Daigaku), bevor sich die Hochschule schließlich 1905 im Gleichschritt mit ihrer Erweiterung um eine wirtschaftswissenschaftliche Fakultät in Chūō-Universität umbenannte.
Es gibt sechs Fakultäten: Jura, Wirtschaftswissenschaften, Handelswissenschaften, Ingenieurwissenschaften, Literaturwissenschaften und Politikwissenschaften. Die Studentenzahl beträgt ohne Studenten in den Masterkursen (大学院 daigakuin) 24.957 (Stand: Mai 2020).
Der Hauptcampus (Tama-Campus) liegt in Hachiōji. Zusätzlich gibt es noch die Standorte Kōrakuen (Bunkyō) und Ichigaya (Shinjuku). Zur Chūō gehören außer der Universität auch noch drei Oberschulen.

## Bekannte Absolventen (Auswahl)
- Dejima Takeharu (* 1974), Sumōtori
- Fujio Mitarai (* 1935), Topmanager/Vorsitzender Nippon Keidanren
- Hiroshi Abe, Schauspieler
- Hwang Jang-yop (1923–2010), nordkoreanischer Politiker
- Iwao Kitahara (* 1947), Diplomat
- Kazuo Koike (1936–2019), Autor
- Ken Akamatsu (* 1968), Mangaka
- Kiyoshi Atsumi (1928–1996), Schauspieler
- Makoto Shinkai (* 1973), Regisseur
- Masaaki Kanda (* 1951), Gouverneur
- Masahiko Kōmura (* 1942), Außenminister
- Masahiro Fukuda (* 1966), Fußballspieler
- Masashi Ueda (* 1947), Mangaka
- Okiharu Yasuoka (1939–2019), Justizminister
- Osamu Suzuki, Topmanager
- Shinji Sōmai (1948–2001), Regisseur
- Mai Sato (* 1981), Sozialwissenschaftlerin und Kriminologin
- Shōzō Sasahara (1929–2023), Ringer und Olympiasieger
- Takao Sakurai (1941–2012), Boxer und Olympiasieger
- Tetsurō Tamba (1922–2006), Schauspieler
- Toshihiro Nikai (* 1939), Wirtschaftsminister
- Toshiki Kaifu (1931–2022), Premierminister
- Wada Yoshie (1906–1977), Autor
- Yorikane Masumoto (* 1941), Bürgermeister von Kyoto (1996–2008)
- Yoshimi Watanabe (* 1952), Finanzminister